# Bauhinia rufescens
Bauhinia rufescens är en ärtväxtart som beskrevs av Jean-Baptiste de Lamarck. Bauhinia rufescens ingår i släktet Bauhinia och familjen ärtväxter. Inga underarter finns listade i Catalogue of Life.